# FIFA Junior Tournament 1951
La quarta edizione del FIFA Junior Tournament si è svolta in Francia nel 1951 dal 22 al 26 marzo, con la partecipazione delle rappresentative di otto paesi.
La formula del torneo prevedeva un primo turno a eliminazione diretta, con successive semifinali e finale, a laurearsi campione d'Europa fu la selezione jugoslava, che in finale sconfisse quella austriaca per 3-2.

## Squadre qualificate
| Squadra          |
| ---------------- |
| Austria          |
| Belgio           |
| Inghilterra      |
| Francia          |
| Jugoslavia       |
| Irlanda del Nord |
| Svizzera         |
| Paesi Bassi      |

## Gli stadi
Sono sei gli stadi scelti per ospitare la manifestazione:
| Città                | Stadio       | Capacità |
| -------------------- | ------------ | -------- |
| Cannes               |              |          |
| Principato di Monaco |              |          |
| Nizza                | Stade du Ray | 17.415   |

## Primo turno
| Cannes 22 marzo 1951 | Belgio | 1 – 1 | Inghilterra |  |

- Passa il turno il Belgio dopo la monetina.

| Nizza 22 marzo 1951 | Jugoslavia | 3 – 0 | Francia |  |

| Principato di Monaco 22 marzo 1951 | Austria | 3 – 1 | Svizzera |  |

| Principato di Monaco 22 marzo 1951 | Irlanda del Nord | 2 – 0 | Paesi Bassi |  |

## Turno supplementare
| Nizza 24 marzo 1951 | Inghilterra | 3 – 1 | Svizzera |  |

| Cannes 24 marzo 1951 | Paesi Bassi | 4 – 1 | Francia |  |

## Semifinali
| Nizza 24 marzo 1951 | Jugoslavia | 2 – 1 | Irlanda del Nord |  |

| Principato di Monaco 24 marzo 1951 | Austria | 3 – 1 | Belgio |  |

## Finali

### Finale 1º posto
| Cannes 26 marzo 1951 | Jugoslavia | 3 – 2 | Austria |  |

### Finale 3º posto
| Nizza 26 marzo 1951 | Belgio | 1 – 0 | Irlanda del Nord |  |

### Finale 5º posto
| Cannes 26 marzo 1951 | Inghilterra | 2 – 1 | Paesi Bassi |  |